# N'Guelakh
 (mai 2020).
N'Guelakh (aussi écrit N'Guelack ou encore Ngui Ngeulakh Peul) est un village du Sénégal situé dans le Nord du pays à environ 20 km à l’est de Saint Louis, près du fleuve Sénégal, dans son bassin de déversement en période de crue. N'Guelakh est aussi et surtout un projet de développement durable et communautaire.

## Le village
Le village de N'Guelack se situe à environ 20 km au sud-est de Saint Louis, près du fleuve Sénégal. Pour y accéder il faut rouler sur 8 km de piste sableuse depuis le village de Rao situé sur la route nationale. Le village est constitué de plusieurs hameaux plus ou moins loin les uns des autres et compte environ 2 000 habitants. Le centre du village est l’endroit où il y a le plus d’activités qui fonctionnent sous forme de communauté. Il y a un chef du village, le maire, qui habite près de l’enceinte du centre du village. Les habitants sont des Peuls de confession musulman.

## Culture et philosophie
Au Sénégal il y a de nombreux groupes ethniques, les trois principaux sont : les Wolofs, les plus nombreux, les Halpulaarens constitués des Peuls et des Toucouleurs, et les Sérères, les troisièmes plus nombreux. À N’Guelakh la population est Peul mais ils parlent Wolof, ainsi que Français qui est la langue officielle au Sénégal. À l’origine les Peuls étaient des groupes nomades qui exerçaient le pastoralisme. Aujourd’hui la plupart d’entre eux sont sédentarisés dû à une grande sécheresse au sahel dans les années 1970 qui les a contraint à s'implanter pour subsister à la famine, comme c’est le cas pour les habitants de N’Guelakh.
Les habitants du village sont de confession musulmane et les prières rythment leurs journées au son de la mosquée. 
Leur philosophie de vie et leurs valeurs guident leurs pas. Le fonctionnement du village se fait sous forme de communauté alors tout le monde est sur le même pied d’égalité.

La grande phrase de N’djack, le gestionnaire du projet de développement de N’Guelakh, résume bien leur simplicité de vie : 
« Quand on n’a pas ce que l’on aime il faut aimer ce que l’on a ».

## Le projet
Le projet de N’Guelakh né de l’initiative de deux cousins : Ousmane Sow, diplôme d’informatique et Doudou Sow, professeur de physique. Ils sont tous deux accompagné par leur femme : Fatou Sow et Djenaba Sow. Autrefois issus de la ville ils sont revenus sur leur terre d'origine. À cette époque il n'y avait seulement que quelques cases en bois et en pailles, pas d'école, pas de médecin, seulement quelques groupements de Peuls avec leurs troupeaux qui vivaient difficilement après la grande sécheresse sahélienne qui les avaient touché dans les années 1970.  
À la fin des années 1980 ils commencent par créer le groupement des jeunes éleveurs de N’Guelakh. Leur but était de faire revivre l’élevage traditionnel en le faisant évoluer. Pour que leur projet subsiste il a fallu utiliser les techniques traditionnelles et nouvelles en se formant sans arrêt en Afrique et en Europe, mais aussi en créant un développement globale et communautaire. Mais l’un de leur objectif était surtout d’améliorer les conditions de vie des gens du village. L’un des premiers problèmes auxquels ils ont dû et doivent encore faire face, est la désertification due au dérèglement climatique. Pour lutter contre cela, ils plantent des arbres pour ralentir l’avancer du Sahara. 
Ensuite plusieurs activités économiques se développent et se diversifient au sein du village, maraichage, élevage, métallurgie, menuiserie… Ousmane et Doudou Sow créent par la suite une école primaire et un centre d’éveil en 1992, en 2001 ils créent un centre de formation agricole pour former des jeunes à l’agriculture biologique. Le village continue de se développer, aussi grâce à des partenaires belges et français, en 2006 arrive l’électricité grâce à l’énergie solaire.

## Le centre de formation
Le centre de formation agricole a été créé en 2001 par Ousmane et Doudou Sow afin de former des jeunes, sélectionnés sans prérequis de diplôme tel que le baccalauréat, à l’agriculture et l’élevage biologique. Il accueille environ 15 jeunes, pour certains, qui viennent de loin, loger dans un petit internat au centre du village. 
Le souhait des deux cousins fondateurs était de former des jeunes pour les inciter à rester dans leur pays tout en faisant « tache d’huile » afin de d’étendre le modèle de développement durable à travers le Sénégal. En effet, une fois sortis de la formation agricole, d’une durée de 4 ans qui leur enseigne l’agriculture, la maçonnerie, la menuiserie, la laiterie, la métallurgie… Certains restent au village afin d’aider le projet de développement de N’Guelakh, alors que d’autres vont créer leur propre ferme biologique ailleurs dans le pays.
Les jeunes qui décident de construire leur propre ferme ont le droit à un crédit, à rembourser sous 3 ans, pour les aider au début afin de construire un puits, un bâtiment ou d'avoir quelques animaux... Ils sont ensuite suivis chaque année par les formateurs du centre agricole de N'Guelakh afin de s'assurer de la réussite de leur ferme.

## L'activité agricole
Le village fonctionne sous forme de développement intégré. L’une des activités importantes de ce modèle de développement est l’agriculture. Au village, on y cultive des poireaux, des oignons, des tomates, des arachides, des haricots, du piment, du riz… Ces produits servent avant tout à l'autoconsommation, le reste, soit 75% des récoltes, est vendu sur les marchés.
Le village transforme aussi une partie de ses produits dans l’atelier de transformation de fruits et de légumes.

## Les élevages
L’élevage est aussi l’une des activités très importantes du projet de développement de N’Guelakh. Cette activité a radicalement changé pour ces habitants Peuls. Autrefois nomades, ils se sédentarisent. A N’Guelakh, ils apprennent à élever les animaux autrement. Ils construisent des étables pour que les animaux ne détruisent pas les cultures. Ils élèvent plusieurs espèces de vaches et de chèvre. Mais aussi des poissons, des poules, des oies des pigeons.
Le compostage des excréments sert à la fertilisation des sols pour les cultures mais aussi pour faire du biogaz.
Les produits, notamment le lait, étaient autrefois transportés par les femmes, à 15 kilomètres du village, pour être vendus. Le lait est aujourd’hui transformé sur place dans l’atelier de transformation laitière, en fromage et en yaourt.

## L'atelier tissu
Les femmes du village, et notamment Fatou la femme de Ousmane Sow, ont créé un atelier tissu qui participe à la diversification des activités économique de N'Guelakh. Cet atelier est sous forme d'une association qui regroupe une trentaine de femme de tous âges. L'activité se sépare en deux groupes, un groupe pour la couture et un groupe pour les teintures et les tamponnages fait grâce à des tampons sculptés dans du bois. 
En plus d'être une activité économique, cet atelier permet aux femmes de se retrouver pour échanger, pour créer du lien social qui n'est pas toujours simple pour les femmes qui vivent isolées dans de petits hameaux. L'atelier permet aussi d'assurer un salaire pour les femmes en fonction du temps qu'elles y passent. Cela permet également de donner un poids important aux femmes dans le village et une reconnaissance dans la vie communautaire. 

## Centre scolaire

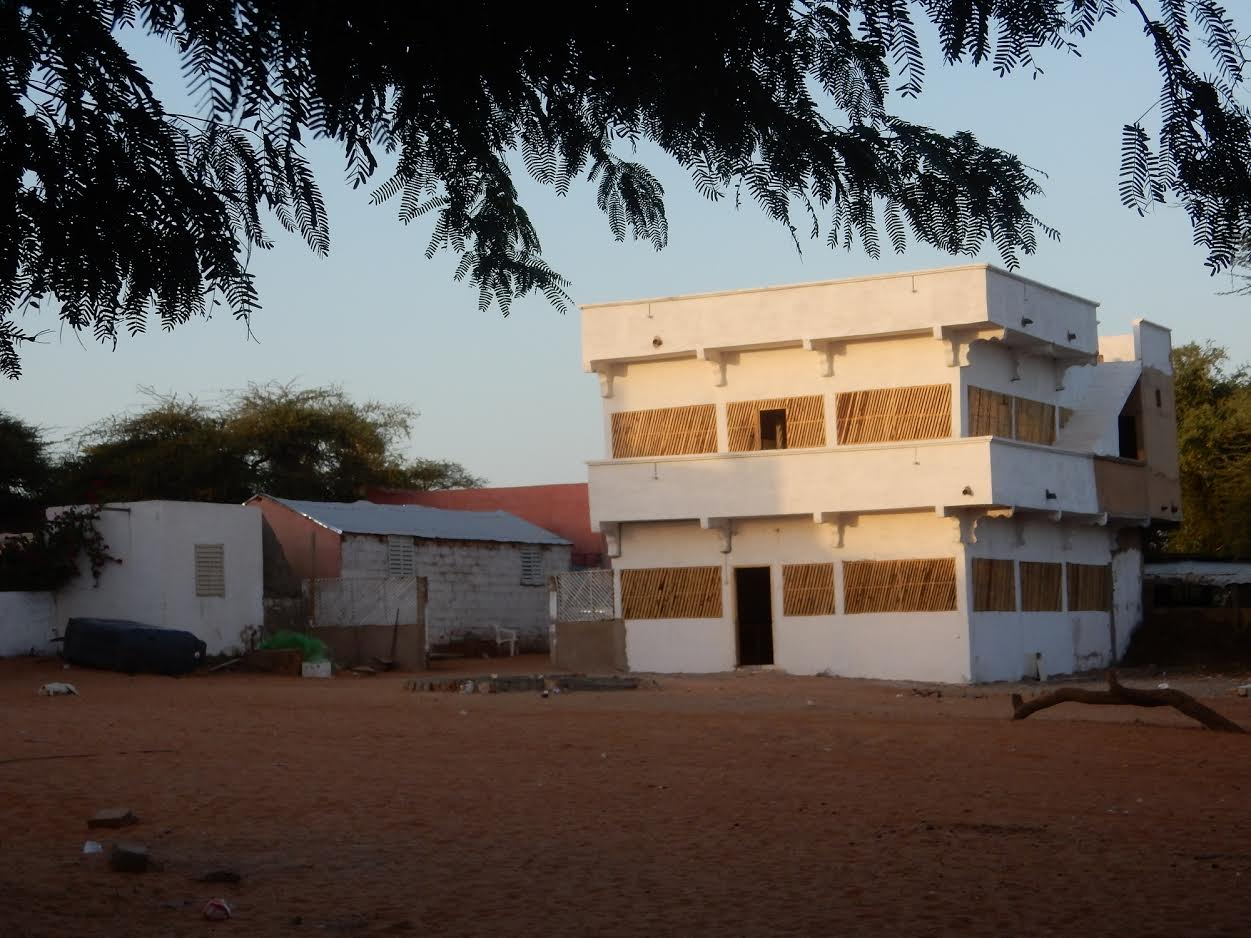
Réfectoire pour l'ensemble scolaire

Le village a aujourd'hui un centre d’éveil, une école et un collège qui permet aux jeunes du village de faire leur scolarité proche de leur famille. Le centre d'éveil et l'école furent créées en 1992, et accueillent aujourd'hui une centaine d’élèves dans de bonnes conditions matérielles et pédagogiques.

## La santé
Le village de N'Guelakh à la chance de bénéficier d'une case de santé qui permet aux gens du village de se soigner sur place sans avoir à marcher 7 kilomètres pour aller faire un pansement. La case de santé bénéficie aussi d'une salle d'accouchement.
Cette case de santé est possible grâce à Djenaba la femme de Doudou qui a fait des études de médecine avant de venir N'Guelakh avec Doudou. Elle fait aussi de la prévention lors de causeries tous les dimanches pour discuter et sensibiliser les personnes sur les questions de santé tel que le paludisme. Elle assure aussi des moyens de contraceptions pour les femmes du village. 
Ils ont ensuite créé une mutuelle santé pour permettre à chacun d'être soigné car certains n'ont pas les moyens pour payer leurs médicaments.

## Partenaires du projet
Le projet de N'Guelakh a eu au fil des années plusieurs partenaires lui permettant de se développer. Parmi eux : 
- Coopérative d'élevage de chèvre d'Alken (Belgique), intervention de 1989 à 1992 pour l'aide à l'élevage d'animaux laitiers et à la fabrication de fromages.
- Broderlijk Delen (association d'entraide Flamande), intervention de 1993 à 2000 pour l'accompagnement à la construction de puits tubés.
- Région Rhône-Alpes, conseil régional de Saint-Louis-du-Sénégal, intervention de 1997 à 2006 pour le financement de la construction de bâtiments, d'une étable et pour l'électrification de la ferme école.
- L'association Apatam (Isère), comité de jumelage de Saint-Savin, depuis 2003 pour le parrainage des élèves scolarisés en primaire et au collège. Leur but est d'accompagner des hommes pour le développement local en Afrique sans imposer leurs idées préconçues[8].
- Frère des Hommes (Belgique), intervention en 2007 pour l'apport de capital pour des microcrédits.
- Frère des Hommes (Luxembourg, Belgique, Italie), Région Wallonie, intervention de 2008 à 2009 pour l'aide à l'aménagement rizicole dans un bras du fleuve Sénégal.
- Projet Alizés Sénégal (réseau d'ONG), Conseil régional de Saint-Louis, Communauté rurale de Rao, intervention en 2010 pour l'aide à l'installation de trois bornes-fontaines, dans le village, complétant les puits déjà existants.